# リャザン州

リャザン州
ロシア語: Рязанская область

リャザン州（リャザンしゅう、ロシア語: Рязанская область、Ryazan Oblast）は、ロシア連邦の中央連邦管区を構成する州（オーブラスチ）のひとつ。モスクワの東南方向に位置する。面積は39,605km²、人口は1,102,810人（2021年国勢調査）。州都は人口53万人の州内最大の都市リャザン。日本の報道ではリャザニ州とすることもある。

## 地理
北のヴラジミール州、北東のニジニ・ノヴゴロド州。東のモルドヴィア共和国、南東のペンザ州、南のタンボフ州、南西のリペツク州、西のトゥーラ州、北西のモスクワ州と隣接している。

## 行政区画
| 地区（район）                                 | 中心地                     |
| --------------------------------------------- | -------------------------- |
| イェールミシ地区（Ермишинский）               | イェールミシ               |
| ザハロヴォ地区（Захаровский）                 | ザハロヴォ                 |
| カードム地区（Кадомский）                     | カードム                   |
| カシーモフ地区（Касимовский）                 | カシーモフ※                |
| クレープキ地区（Клепиковский）                | スパス＝クレープキ         |
| コラブリノ地区（Кораблинский）                | コラブリノ                 |
| ミロスラフスコエ地区（Милославский)）         | ミロスラフスコエ           |
| ミハイロフ地区（Михайловский）                | ミハイロフ                 |
| ノヴォデレヴェンスキー地区（Новодеревенский） | アレクサンドロ＝ネフスキー |
| ピチェーリノ地区（Пителинский）               | ピチェーリノ               |
| プロンスク地区（Пронский）                    | プロンスク                 |
| プチャーチノ地区（Путятинский）               | プチャーチノ               |
| ルイブノエ地区（Рыбновский）                  | ルイブノエ                 |
| リャージスク地区（Ряжский）                   | リャージスク               |
| リャザン地区（Рязанский）                     | リャザン※                  |
| サポジョーク地区（Сапожковский）              | サポジョーク               |
| サライ地区（Сараевский）                      | サライ                     |
| サーソヴォ地区（Сасовский）                   | サーソヴォ※                |
| スコピン地区（Скопинский）                    | スコピン※                  |
| スパッスク地区（Спасский）                    | スパッスク＝リャザンスキー |
| スタロジーロヴォ地区（Старожиловский）        | スタロジーロヴォ           |
| ウーホロヴォ地区（Ухоловский）                | ウーホロヴォ               |
| チューチコヴォ地区（Чучковский）              | チューチコヴォ             |
| シャーツク地区（Шацкий）                      | シャーツク                 |
| シーロヴォ地区（Шиловский）                   | シーロヴォ                 |

※地区に属さない州直轄市

## 軍事
- 州内にジャギレボ空軍基地（英語版）が存在する。2022年ロシアのウクライナ侵攻を受け、同年12月5日、ウクライナが無人航空機でジャギレボ飛行場を攻撃。ロシア国防省は飛行場に駐留する戦略爆撃機を標的とした攻撃を受け、死傷者が出たことを発表した[2]。

## 標準時
この地域は、モスクワ時間帯の標準時を使用している。時差はUTC+3時間で、夏時間はない。（2011年3月までは、標準時がUTC+3で夏時間がUTC+4、同年3月から2014年10月までは通年UTC+4であった）